# Pajączek Woolly i mała Tig
Pajączek Woolly i mała Tig (ang. Woolly and Tig) – brytyjski 5 minutowy serial dla dzieci z 2012 roku. W Polsce emitowany od 2013 na kanale CBeebies.

## Fabuła
Mała Tig ma tylko trzy lata i czasem nowe doświadczenia budzą w niej lęk i niepewność. Na szczęście dziewczynka może liczyć na swoją ulubioną zabawkę – futrzanego pajączka Woolly'ego, który ożywia i pomaga jej nabrać pewności siebie i stawić czoła nowym sytuacjom.

## Wersja polska
Wystąpili:
- Agnieszka Bochnar
- Paulina Prośniewska
- Tomek Pionk

oraz:
- Tomasz Przysiężny –
  - Nelsie (odc. 28 serii 1),
  - Konduktor (odc. 16 serii 2)
- Krzysztof Grabowski –
  - fryzjer (odc. 28 serii 1),
  - Tata Tig (odc. 16 serii 2)
- Barbara Kubica-Daniel – Sprzedawczyni w pociągu (odc. 16 serii 2)

i inni
Reżyseria: Karolina Kinder

Kierownictwo produkcji: Paweł Żwan

Opracowanie i realizacja wersji polskiej: Studio Tercja Gdańsk dla HIPPEIS MEDIA
Lektor tyłówki: Tomasz Przysiężny

## Obsada
- Pajączek Woolly - Jamie Oram (głos)
- TIG - Betsy McCredie
- Tata Tig - Colin McCredie
- Mama Tig - Jenny Ryan
- Narrator - Maisie McCredie

## Postacie
- Tig – trzyletnia szkocka dziewczynka mieszkająca razem z rodzicami. Każdego dnia poznaje świat ucząc się czegoś nowego.
- Woolly – pajączek-zabawka, którego Tig nosi wszędzie ze sobą. Ożywia w momencie, gdy Tig potrzebuje pomocy w zrozumieniu nowych rzeczy.
- Angel – najlepszy przyjaciel, z którym Tig uwielbia się bawić.